# Feria Mundial de Nueva York de 1964
La Feria Mundial de Nueva York de 1964 fue una exposición internacional celebrada en la ciudad de Nueva York (Estados Unidos). El sitio de la exposición fue Flushing Meadows-Corona Park, el mismo que albergó la exposición universal de 1939. La feria se inauguró el 22 de abril de 1964 y estuvo abierta (durante 2 temporadas de 6 meses cada una) hasta el 17 de octubre de 1965. Esta exposición no fue reconocida por la Oficina Internacional de Exposiciones.

## Los inicios
La idea surgió de un grupo de hombres de negocios de Nueva York liderados por Robert Moses, que querían que la feria fuera rentable. Sin embargo, los planes que ellos tenían entraban en conflicto con las reglas de la Oficina Internacional de Exposiciones. Moses expresó públicamente su desdén por el organismo y sus reglas. Como represalia, la oficina internacional de exposiciones no aprobó la feria.

## El recinto
La feria ocupó 2.6 kilómetros cuadrados del parque Flushing Meadows-Corona. El tema de la feria fue "paz mediante el entendimiento" aunque la feria estuvo dedicada al "Logro del hombre en un globo encogiéndose en un universo en expansión" (refiriéndose a la carrera espacial). La feria es recordada como una muestra de la cultura estadounidense de mediados del siglo XX y su símbolo fue el Unisphere, un globo terráqueo gigante hecho de acero.
A pesar de que la oficina internacional de exposiciones no aprobó la feria (pidiendo a sus países miembros que no asistieran), varios países decidieron asistir. Entre esos países estuvieron:
| - Afganistán - Alto Volta - Austria - Bélgica - Benín - Birmania - Brasil - Burundi - Camerún - Chad - República del Congo - República Democrática del Congo - Corea del Sur - Costa de Marfil - Costa Rica - Dinamarca - Ecuador - Egipto - El Salvador - España - Estados Unidos - Etiopía - Filipinas - Gabón | - Ghana - Granada - Grecia - Guatemala - Guinea - Honduras - Hong Kong - India - Indonesia - Irán - Japón - Kenia - Líbano - Liberia - Luxemburgo - Madagascar - Malasia - Malaui - Marruecos - Mauritania - México - Mónaco - Nicaragua - Níger | - Nigeria - Noruega - Pakistán - Panamá - República Centroafricana - Ruanda - Senegal - Sierra Leona - Somalia - Sudán - Suecia - Suiza - Tailandia - República de China - Tanzania - Togo - Trinidad y Tobago - Turquía - Uganda - Santa Sede - Yugoslavia - Venezuela - Zambia |

También estuvo representada en la Expo las Naciones Unidas. Sin embargo, la participación en la feria fue dominada por estados y empresas de Estados Unidos. La ausencia de Canadá, Australia, la Unión Soviética y varios países europeos opacó la imagen de la feria.
Entre las atracciones destacadas de la feria está el pabellón de la Santa Sede, que mostraba la escultura "la piedad", del artista Miguel Ángel. Otras atracciones populares fueron:
- Una réplica de un pueblo medieval belga.
- Futurama, un show en que los espectadores estaban sentados en sillas móviles viendo cómo sería la vida en el futuro.
- Varias fuentes y esculturas temáticas haciendo referencia a la carrera espacial.

A modo de curiosidad, la Westinghouse enterró una cápsula del tiempo cerca de una que enterraron en 1939. Ambas cápsulas están programadas para ser abiertas en 6939.

## El final
Fue en 1968 cuando Moses era acusado de malos manejos financieros y la feria vivía acorralada por las deudas, la feria terminó con un saldo de 51 millones de visitantes, un saldo inferior al esperado (de 70 millones de visitantes).

## Después de la feria

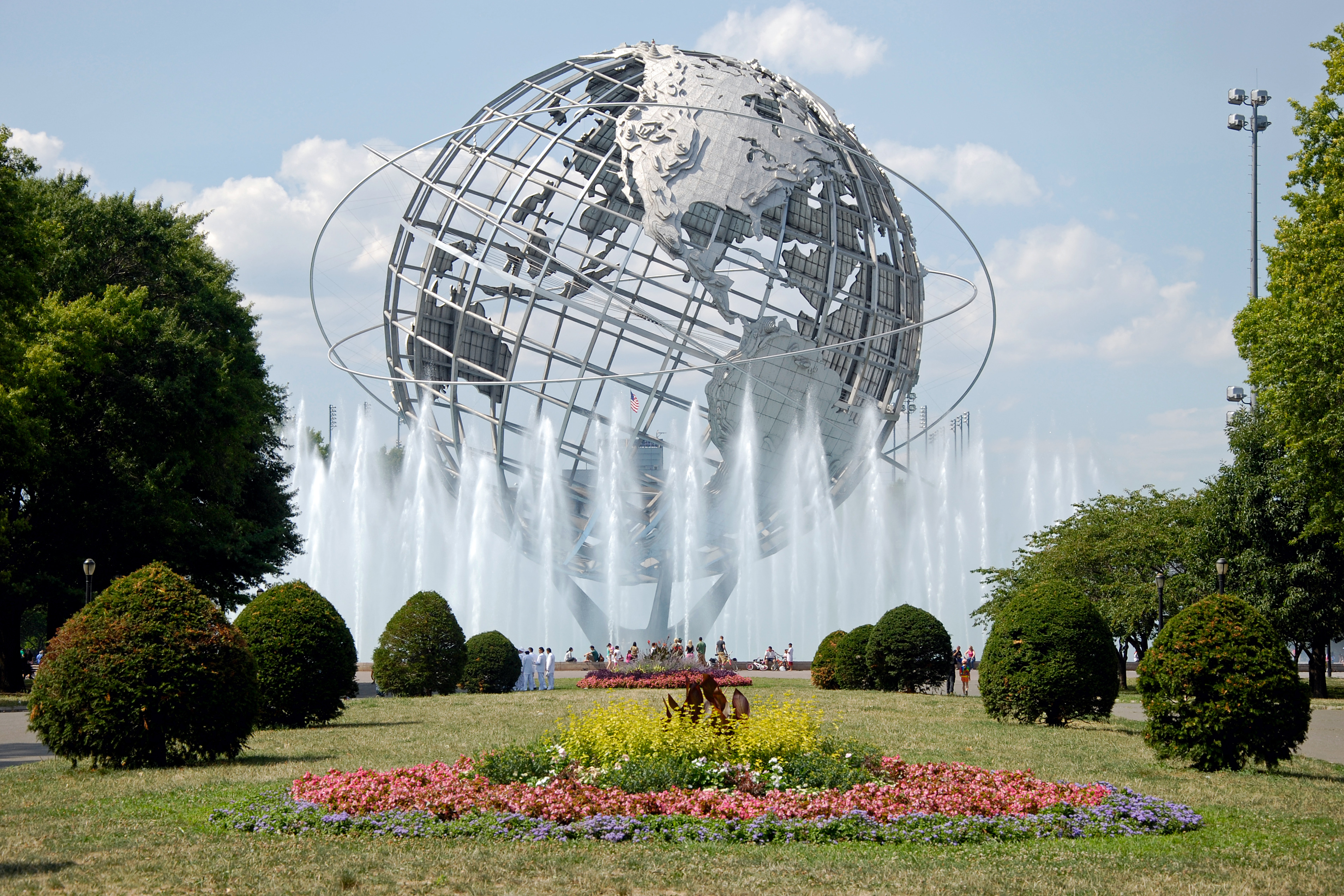
El Unisphere en 2010.

Solo pocos pabellones sobrevivieron, buena parte de ellos hallaron una "segunda vida" lejos de la Gran Manzana. En cuanto al parque, es usado para caminatas y recreación y allí se juega el abierto de los Estados Unidos.
El Unisphere sigue en su sitio y es el símbolo del condado de Queens. Además, apareció en la película Hombres de Negro cuando el OVNI lo atravesaba al caer a tierra.
La feria inspiró a Walt Disney para hacer Walt Disney World (de hecho, 4 atracciones de la feria fueron diseñadas por Disney) y se presume que también inspiró a Universal Studios Florida para hacer la entrada (un globo terráqueo con el letrero "Universal Studios") y una atracción de ese parque.